# ISoundtrack II
iSoundtrack II é a segunda e última trilha sonora inspirada na série televisiva iCarly, da Nickelodeon. Foi lançada em 23 de janeiro de 2012 através de download digital e no dia seguinte em formato físico pela Sony Music Entertainment. Os artistas musicais Taio Cruz, Kesha, Katy Perry, Drake Bell e Leona Lewis, o dueto The Ting Tings e a banda Black Kids tiveram canções inseridas na listagem do álbum. Além disso, o elenco principal do seriado interpretou uma canção e a atriz que interpreta a protagonista Carly Shay, Miranda Cosgrove, participa de cinco músicas. 
O álbum deriva dos gêneros do pop, do teen pop e do rock. Os críticos musicais notaram que já que Cosgrove interpreta cinco obras, ele deve agradar aos fãs do programa iCarly, e perguntaram-se se certas músicas são mesmo "inspiradas" na sitcom, como dito na capa. Como forma de divulgação, foram gravados comerciais exibidos na rede televisiva Nickelodeon. O produto conseguiu registrar entrada em três tabelas musicais, estadunidenses e compiladas pela Billboard.

## Antecedentes e divulgação
Em 10 de junho de 2008, a trilha sonora inspirada na série televisiva iCarly foi lançada. Em 15 de dezembro de 2011, três anos após o lançamento do primeiro conjunto de canções do programa, foi anunciado na página oficial da cantora Miranda Cosgrove — que interpreta a protagonista de iCarly — que uma nova compilação musical do seriado seria distribuída. Também no mesmo portal, a artista divulgou a capa e a listagem de faixas do trabalho e uma hiperligação para a iTunes Store, loja virtual na qual o álbum estaria em pré-venda.
A listagem da coletânea inclui interpretações de Cosgrove e de outros artistas, tais como Taio Cruz, Kesha, Katy Perry, The Ting Tings, Drake Bell, Leona Lewis e Black Kids. O título do álbum foi inspirado em seu título, iCarly que se inicia com a letra "i", de "internet", assim como também nos títulos dos episódios, nos quais ocorrem o mesmo desde a primeira exibição da sitcom. Como forma de divulgação, os atores de iCarly gravaram comerciais para o iSoundtrack II e a faixa de Cosgrove "Million Dollars" foi lançada como o primeiro single da trilha sonora em 9 de janeiro de 2012 no portal oficial de Ryan Seacrest.

## Música
iSoundtrack II é um álbum que deriva dos gêneros pop, teen pop e rock. A faixa inicial, "Dancing Crazy", é uma canção de pop e dance-pop sobre sair de casa e se divertir, como exemplificado pelo verso "Todo mundo está dançando, dançando loucamente / E nós nunca paramos, nós nunca paramos". De acordo com Nadine Cheung, do portal AOL Radio, a composição possui ainda partes na qual os vocais de Cosgrove se parecem com os de Kesha. "Million Dollars" trata sobre os momentos ruins que as pessoas vivem em alguns momentos de suas vidas. "Coming Home" conta a história da vida de Diddy, intérprete original da música. Em "Generation Love", obra de country pop, a narradora feminina lamenta sobre a geração moderna, que é vista como egoísta e é denominada por ela como a "geração do amor".
"Dynamite" é sobre "quando você vai para o clube, para uma festa ou está apenas saindo... você se sente algo como, 'Eu simplesmente vou explodir'". "All Kinds of Wrong" trata de terminar um relacionamento e como a pessoa se sente após o rompimento. "That's Not My Name" é uma forma de reclamação à indústria fonográfica. O refrão de "Hot n Cold" utiliza diferentes oposições binárias para enfatizar a natureza instável do relacionamento dos personagens. A letra de "Blow" retrata a mensagem simples de ter o desejo de se divertir em uma festa. "Shakespeare" é uma faixa mais direcionada para o rock, enquanto "I Will Be" deriva dos estilos de pop rock e soft rock. "I'm Not Gonna Teach Your Boyfriend How to Dance with You" trata de um garoto que se recusa a ensinar ao namorado de uma garota como se deve dançar com ela. A última música, "Leave It All to Me", deriva dos estilos musicais do teen pop e do power pop.

## Crítica profissional
| Críticas profissionais | Críticas profissionais |
| Avaliações da crítica  | Avaliações da crítica  |
| Fonte                  | Avaliação              |
| ---------------------- | ---------------------- |
| Allmusic               | [ 14 ]                 |
| Common Sense Media     | [ 29 ]                 |

Jessica Dawson, do portal Common Sense Media, deu uma avaliação de três estrelas para o álbum e perguntou-se se todas as músicas são mesmo "inspiradas" em iCarly, como dito na capa e comparou os artistas da série à Miley Cyrus e a série Hannah Montana. Matt Collar, do Allmusic, deu três estrelas de cinco máximas e publicou uma resenha dizendo o seguinte: "iSoundtrack II, álbum de 2012, possui mais pop divertido, rock e músicas dançantes e inspiradas pelo programa teen de sucesso da Nickelodeon estrelando Miranda Cosgrove. Incluídas aqui estão canções como as cativantes aberturas do álbum, 'Dancing Crazy' e 'Million Dollars', de Cosgrove, assim como 'Dynamite' por Taio Cruz e 'Hot n Cold' por Katy Perry. Também aparecem as inesperadas 'That's Not My Name' de The Ting Tings e a "deveria-ser-clássico" 'I'm Not Gonna Teach Your Boyfriend How to Dance with You' de Black Kids. Com quase metade do álbum tem participação de Cosgrove, a trilha sonora deve recorrer aos fãs assim como aos que curtem dance-rock teen leve e melódico.

## Lista de faixas
A lista de faixas foi divulgada pelos portais PopCrush e Clevver TV.
| N.º            | Título                                                     | Compositor(es)                                                            | Artista               | Duração |  |
| 1.             | "Dancing Crazy"                                            | Avril Lavigne, Max Martin, Karl Schuster                                  | Miranda Cosgrove      | 3:40    |  |
| 2.             | "Million Dollars"                                          | Martin                                                                    | Cosgrove              | 3:35    |  |
| 3.             | "Coming Home"                                              | Sean Combs, Shawn Carter, Jermaine Cole, Alexander Grant, Holly Hafferman | Elenco de iCarly      | 2:51    |  |
| 4.             | "Generation Love"                                          | Ross Copperman, Tom Douglas, Heather Morgan                               | Jennette McCurdy      | 3:37    |  |
| 5.             | "Dynamite" (Edição para rádio)                             | Cruz, Lukasz Gottwald, Martin, Bonnie McKee, Benjamin Levin               | Taio Cruz             | 3:23    |  |
| 6.             | "All Kinds of Wrong"                                       | Cathy Dennis, Gottwald, Claude Kelly, Emily Wright                        | Cosgrove              | 3:35    |  |
| 7.             | "That's Not My Name"                                       | Katie White, Julian de Martino                                            | The Ting Tings        | 5:11    |  |
| 8.             | "Hot n Cold" (Versão limpa)                                | Perry, Gottwald, Martin                                                   | Katy Perry            | 3:40    |  |
| 9.             | "Blow"                                                     | Gottwald, Martin, Benny Blanco, Kool Kojak                                | Kesha                 | 3:40    |  |
| 10.            | "Shakespeare" (Mix acústico)                               | Susan Cagle, Jason Brett Levine                                           | Cosgrove              | 3:40    |  |
| 11.            | "I Will Be"                                                | Lavigne, Martin, Gottwald                                                 | Leona Lewis           | 3:59    |  |
| 12.            | "I'm Not Gonna Teach Your Boyfriend How to Dance with You" | Reggie Youngblood, Owen Holmes, Kevin Snow, Dawn Watley, Ali Youngblood   | Black Kids            | 3:38    |  |
| 13.            | "Leave It All to Me" (Billboard Remix)                     | Michael Corcoran, Dan Schneider                                           | Cosgrove e Drake Bell | 3:28    |  |
| Duração total: | Duração total:                                             | Duração total:                                                            | Duração total:        | 47:57   |  |

## Desempenho nas tabelas musicais
iSoundtrack II teve entrada na Billboard 200, na Billboard Kid Albums e na Billboard Top Soundtracks, nas 157ª, 3ª e 6ª posições, respectivamente.
| Tabela (2012)                              | Melhor posição |
| ------------------------------------------ | -------------- |
| Estados Unidos - Billboard 200             | 157            |
| Estados Unidos - Billboard Kid Albums      | 3              |
| Estados Unidos - Billboard Top Soundtracks | 6              |

## Histórico de lançamento
iSoundtrack II foi lançada em 23 de janeiro de 2012 digitalmente e em 24 de janeiro de 2012 em formato físico, através da Nickelodeon Records em parceria com a Sony Music.
| País                  | Data                  | Formato          | Gravadora  |
| --------------------- | --------------------- | ---------------- | ---------- |
| Brasil                | 23 de janeiro de 2012 | Download digital | Sony Music |
| Canadá                | 23 de janeiro de 2012 | Download digital | Sony Music |
| Estados Unidos        | 23 de janeiro de 2012 | Download digital | Sony Music |
| 24 de janeiro de 2012 | CD                    |                  | Sony Music |